# 菱的鯛科
菱的鯛科是輻鰭魚綱海魴目的其中一科。

## 分類
菱的鯛科下分3個屬，如下：

### 強枝鯛屬（Daramattus）
- 強枝鯛（Daramattus armatus）：又稱斑菱的鯛。

### 大海魴屬（Macrurocyttus）
- 刺鰭大海魴（Macrurocyttus acanthopodus）

### 異菱的鯛屬（Xenolepidichthys）
- 異菱的鯛（Xenolepidichthys dalgleishi）